# Hoa hậu Hoàn vũ 1975
Cuộc thi Hoa hậu Hoàn vũ 1975 là cuộc thi Hoa hậu Hoàn vũ lần thứ 24 được tổ chức tại thành phố San Salvador, El Salvador. Cuộc thi có tổng cộng 71 thí sinh tham dự với chiến thắng thuộc về hoa hậu Phần Lan, Anne Marie Pohtamo.

## Kết quả

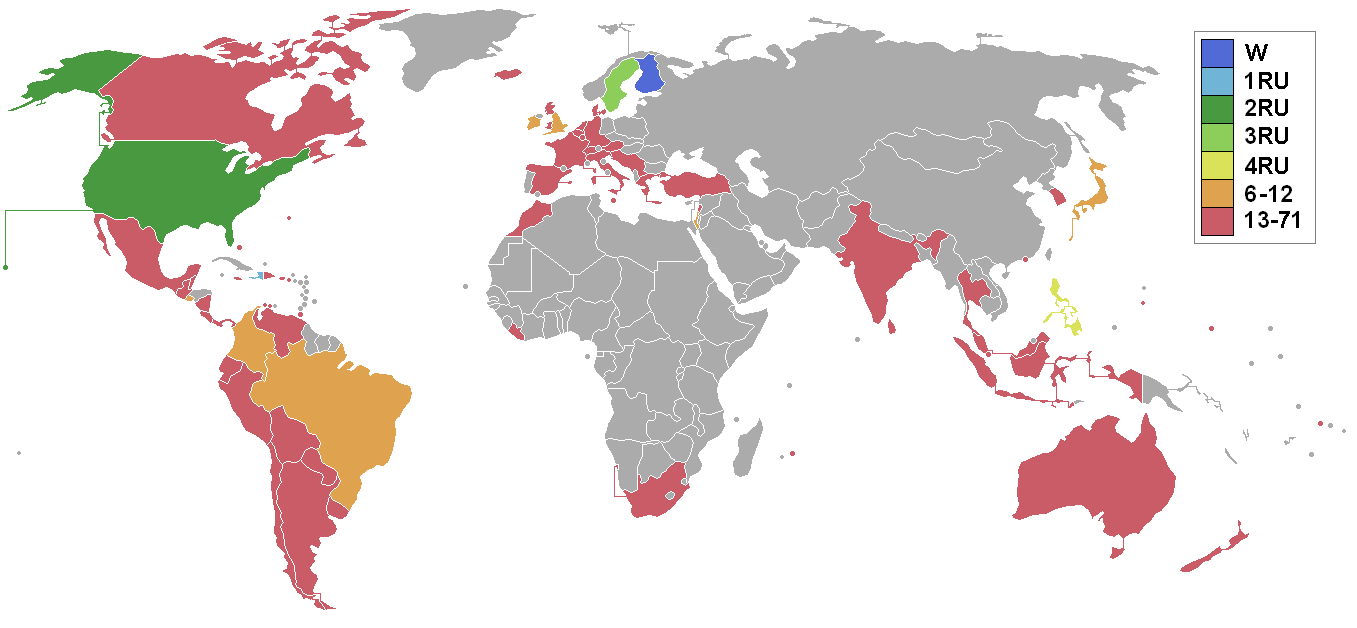
Các quốc gia và vùng lãnh thổ tham gia Hoa hậu Hoàn vũ 1975 và kết quả.

### Thứ hạng
| Kết quả              | Thí sinh |
| -------------------- | --- |
| Hoa hậu Hoàn vũ 1975 | - Phần Lan – Anne Marie Pohtamo |
| Á hậu 1              | - Haiti – Gerthie David |
| Á hậu 2              | - Hoa Kỳ – Summer Bartholomew |
| Á hậu 3              | - Thụy Điển – Catharina Sjödahl |
| Á hậu 4              | - Philippines – Rose Marie Brosas |
| Top 12               | - Brazil – Ingrid Budag - Colombia – Martha Echeverry - El Salvador – Carmen Elena Figueroa - Anh – Vicki Harris - Ireland – Julie Farnham - Israel – Orit Cooper - Nhật Bản – Sachiko Nakayama |

### Thứ tự gọi tên
| 1. Haiti 2. Phần Lan 3. El Salvador 4. Colombia 5. Philippines 6. Anh 7. Nhật Bản 8. Israel 9. Ireland 10. Brazil 11. Thụy Điển 12. Hoa Kỳ | 1. Phần Lan 2. Haiti 3. Hoa Kỳ 4. Philippines 5. Thụy Điển |

## Các giải thưởng đặc biệt
| Giải thưởng                 | Thí sinh                                                    |
| --------------------------- | ----------------------------------------------------------- |
| Trang phục dân tộc đẹp nhất | - Guatemala – Emy Elivia Abascal                            |
| Hoa hậu Thân thiện          | - Trinidad và Tobago – Christine Mary Jackson               |
| Hoa hậu Ảnh                 | - Colombia – Martha Echeverry - Hoa Kỳ – Summer Bartholomew |

## Hội đồng giám khảo
| - Maribel Arrieta Gálvez - Ernest Borgnine - Aline Griffith - Kiyoshi Hara - Jean-Claude Killy - Peter Lawford | - Max Lerner - Susan Strasberg - Leon Uris - Sarah Vaughan - Luz Marina Zuluaga – Hoa hậu Hoàn vũ 1958 đến từ Colombia |

## Thí sinh tham gia
| - Argentina - Rosa Del Valle Santillan - Aruba - Martica Pamela Brown - Úc - Jennifer Matthews - Áo - Rosemarie Holzschuh - Bahamas - Sonia Chipman - Bỉ - Christine Delmelle - Belize - Lisa Longsworth - Bermuda - Donna Louise Wright - Bolivia - Jacqueline Gamarra Sckett - Brazil - Ingrid Budag - Canada - Sandra Margaret Emily Campbell - Chile - Raquel Argandoña - Colombia - Martha Lucia Echeverri Trujillo - Costa Rica - Maria De Los Angeles Picado Gonzalez - Curaçao - Jasmin Fraites - Đan Mạch - Berit Fredriksen - Cộng hòa Dominica - Milvia Troncoso - Ecuador - Ana Maria Wray Salas - El Salvador - Carmen Elena Figueroa - Anh - Vicki Harris - Phần Lan - Anne Marie Pohtamo - Pháp - Sophie Sonia Perin - Đức - Sigrid Silke Klose - Hy Lạp - Afroditi Katsouli - Guam - Deborah Lizama Nacke - Guatemala - Emy Elivia Abascal - Haiti - Gerthie David - Hà Lan - Linda Adriana Snippe - Hồng Kông - Trương Mã Lệ - Iceland - Helga Eldon Jonsdottir - Ấn Độ - Meenakshi Kurpad - Indonesia - Lydia Arlini Wahab - Ireland - Julie Ann Farnham - Israel - Orit Cooper - Ý - Diana Salvador - Jamaica - Gillian Louise Annette King | - Nhật Bản - Sachiko Nakayama - Hàn Quốc - Seo Ji-hye - Liban - Souad Nakhoul - Liberia - Aurelia Sancho - Luxembourg - Marie Therese Manderschied - Malaysia - Alice Cheong - Malta - Frances Pace Ciantar - Maroc - Salhi Badia - Mauritius - Nirmala Sohun - Mexico - Delia Servin Nieto - Micronesia - Elena Delunger Tomokane - New Zealand - Barbara Ann Kirkley - Nicaragua - Alda Maritza Sanchez - Panama - Anina Horta Torrijos - Paraguay - Susana Beatriz Vire Ferreira - Peru - Olga Lourdes Berninzon Devescovi - Philippines - Rose Marie Singson Brosas - Puerto Rico - Lorell Del Carmen Carmona Juan - Samoa thuộc Mỹ - Darlene Schwenke - Scotland - Mary Kirkwood - Singapore - Sally Tan - Nam Phi - Gail Anthony - Tây Ban Nha - Chelo Martin Lopez - Sri Lanka - Shyama Hirarnya Algama - Thụy Điển - Catharina Sjödahl - Thụy Sĩ - Beatrice Aschwanden - Thái Lan - Wanlaya Thonawanik - Trinidad và Tobago - Christine Mary Jackson - Thổ Nhĩ Kỳ - Sezin Topcuoglu - Uruguay - Evelyn Rodriguez - Hoa Kỳ - Summer Robin Bartholomew - Quần đảo Virgin (Mỹ) - Julia Florencia Wallace - Venezuela - Maritza Pineda - Wales - Georgina Kerler - Nam Tư - Lidija Vera Manić |

## Chú ý

### Lần đầu tham gia
- Belize
- Mauritius
- Micronesia
- Samoa thuộc Mỹ

### Trở lại
- Lần cuối tham gia vào năm 1961:
  -  Guatemala
- Lần cuối tham gia vào năm 1966:
  -  Maroc
- Lần cuối tham gia vào năm 1968:
  -  Haiti
  -  Nam Phi
- Lần cuối tham gia vào năm 1972:
  -  Ecuador
  -  Peru
- Lần cuối tham gia vào năm 1973:
  -  Đan Mạch

### Bỏ cuộc
- Síp
- Honduras
- Bồ Đào Nha
- Senegal
- Suriname

### Thay thế
- Thái Lan – Sirikwan Nantasiri, Miss Thailand Universe 1975 (không nhầm lẫn với Miss Universe Thailand), từ chối tham dự để theo đuổi sự nghiệp diễn xuất. Ban tổ chức cuộc thi quyết định cử Wanlaya Thonawanik, Á hậu 3 tham gia thi đấu.

### Không tham gia
- Quần đảo Cayman – Dorothy Lamore McKoy
- Guadeloupe – Eloise Jubienne
- Na Uy – Sissel Gulbrandsen
- Swaziland – Vinah Thembi Mamba